# Сунга (приток Ая)
Сунга — река в России, протекает по Башкортостану. Устье реки находится в 239 км по правому берегу реки Ай. Длина реки составляет 12 км.

## Данные водного реестра
По данным государственного водного реестра России относится к Камскому бассейновому округу, водохозяйственный участок реки — Ай от истока и до устья, речной подбассейн реки — Белая. Речной бассейн реки — Кама.
Код объекта в государственном водном реестре — 10010201012111100022228.